# Resolució 638 del Consell de Seguretat de les Nacions Unides
La Resolució 638 del Consell de Seguretat de les Nacions Unides, adoptada per unanimitat el 31 de juliol de 1989 després de reafirmar les resolucions 579 (1985) i 618 (1988), el Consell va expressar la seva profunda preocupació per la prevalença d'incidents de presa d'ostatges que tenen greus conseqüències per a la comunitat internacional i les relacions entre estats.
El Consell va recordar diverses resolucions de l'Assemblea General de les Nacions Unides i altres resolucions, condemnant tots els incidents de presa d'ostatges i segrestos i reclamaven l'alliberament segur immediat d'ostatges allà on estiguessin. També va demanar als Estats que utilitzessin la seva influència política, d'acord amb la Carta de les Nacions Unides, per assegurar l'alliberament segur d'ostatges i persones segrestades.
La resolució també va demanar als Estats membres que no formin part de la Convenció Internacional contra la Presa d'Ostatges a formar-ne part i d'altres tractats. Finalment, el Consell va instar una major cooperació a l'hora d'idear i adoptar mesures efectives d'acord amb el dret internacional per facilitar el processament, la prevenció i el càstig de tots els actes de presa d'ostatges com a "manifestacions del terrorisme internacional".